# IC 1767
IC 1767 — галактика типу S0-a (спіральна галактика) у сузір'ї Кит.
Цей об'єкт міститься в оригінальній редакції індексного каталогу.